# Gheorghe Magheru
Gheorghe Magheru (n. 8 aprilie 1802, Bârzeiu de Gilort, județul Gorj – d. 23 martie 1880, București) a fost un comandant militar în oastea lui Tudor Vladimirescu (1821), apoi comandant în războiul ruso-turc din 1828-1829, vătaf al județului Romanați (din 1831), ministru de finanțe în cabinetul revoluționar din Țara Românească în anul 1848, apoi, temporar, comandant general al trupelor revoluționare din Țara Românească. La 10 octombrie/28 octombrie 1848, Magheru s-a refugiat în Transilvania, iar de acolo la Triest și în cele din urmă la Viena. În 1857 s-a reîntors în Țara Românească, unde a redevenit activ politic.

## Originea
Gheorghe Magheru era descendent unei familii transilvane stabilite în Oltenia..

## Cariera militară
Haiduc celebru din zona Băileștiului, pandur în armata lui Tudor Vladimirescu, unul dintre conducătorii revoluției de la 1848 din Țara Românească, membru în guvernul provizoriu revoluționar pașoptist, generalul armatei din principat, luptător pentru Unirea Principatelor Române. Era văr cu Tudor Vladimirescu, prieten apropiat cu Nicolae Bălcescu și sprijinitor al lui Avram Iancu.
La o vârstă foarte fragedă a fost obligat, împreună cu familia, să ia calea pribegiei, când, în august 1806, un corp expediționar turc sub comanda lui aga Bechir, nepotul pașei Regep a prădat Oltenia, incendiind și satul Bârzeiu de Gilort. Însă turcii au fost capturați și omorâți de haiduci în apropierea satului Obârșia, Gorj. Printre acei haiducii se aflau tatăl și fratele său mai mare.
Devine vestit de foarte tânăr, la doar 16 ani, când se face remarcat pentru vitejia sa luptând cu ceata de haiduci din care făcea parte împreună cu fratele său, împotriva turcilor. La 14 septembrie 1828, la Băilești a avut loc o importantă luptă între turci (25.000), care ocupaseră satul, și ruși (28.000), alături de care luptă și un detașament de1.200 de panduri. După bătălie, turcii au fost izgoniți. Pentru faptele sale de vitejie din timpul războiului ruso-turc, Magheru a primit rangul de căpitan de panduri și a fost decorat de țarul Rusiei cu ordinul Sf. Ana în grad de cavaler.
În 1821 i s-a alăturat cu grupul său de panduri lui Tudor Vladimirescu. După plecarea lui Tudor Vladimirescu împreună cu grosul armatei pandurilor la Craiova, Gheorghe Magheru a fost lăsat la mânăstirea întărită de la Tismana pentru asigurarea ariergărzii, împreună cu fratele și cu vărul său, Papa Vladimirescu, fratele lui Tudor Vladimirescu. Împreună cu alți panduri din subordine, s-au ținut de răzbunări împotriva boierilor și slujbașilor domnești. Aflând de faptele lor, Tudor Vladimirescu a decis să-i aducă lângă el.
După moartea lui Tudor Vladimirescu, Gheorghe Magheru a mai haiducit câțiva ani, apoi a fost înrolat în armată, unde a fost avansat rapid în grad datorită calităților sale.

## Cariera politică
A fost membru al Societății secrete masone Frăția, 1840, alături de Nicolae Bălceascu, Ion Ghica, Christian Tell, care conspira împotriva prințului Bibescu.
A format la Craiova guvernul provizoriu revoluționar alături de Nicolae Bălcescu, 
și Costache Romanescu.
Odată cu detronarea prințului Bibescu și instalarea guvernului revoluționar la București, a făcut parte din guvernul provizoriu revoluționar național, apoi a devenit generalul armatei române.
După ce armata otomană a înlăturat guvernul revoluționar, Magheru a refuzat să accepte înfrângerea revoluției și s-a retras cu trupele revoluționare în Oltenia, unde a organizat tabăra militară de la Râureni, pe câmpul lui Traian, lângă Râmnicu Vâlcea.
Declarația lui Gheorghe Magheru: Eu, fraților, sunt român și, ca român, mă simt ferice de a muri pentru țara mea. Pe aleea ce duce spre Complexul muzeal Gheorghe Magheru a fost montată o placă de marmură cu istoricul locului: Pe acest loc, în toamna anului 1848, generalul Gheorghe Magheru și-a instalat tabăra militară revoluționară de panduri și voluntari. În memoria acestui eveniment, în anul 1973, cu prilejul aniversării a 125 de ani de la Revoluția din 1848, s-a ridicat un obelisc și a fost inaugurat muzeul de la Râureni.
Nevoit să se exileze la Viena, a continuat să susțină cauza revoluționară și unirea principatelor Moldova și Țara Românească.
A revenit în Țara Românească în august 1857, iar în decembrie 1857 a fost ales deputat de Gorj în adunarea ad-hoc de la București. A fost unul dintre fondatorii Partidei Naționale, mișcare care a promovat unirea principatelor române și a sprijinit democratizarea și modernizarea lor.

## Varia
Bulevardul Magheru din București și  străzi din Sibiu, Oradea, Arad, Timișoara si  Slobozia poartă numele.

## Legăturiexterne
- Materiale media legate de Gheorghe Magheru la Wikimedia Commons
- „Magheru” la DEX online